# 臺南市私立光華高級中學
臺南市私立光華高級中學，簡稱光華高中，是一所位於臺灣臺南市東區的私立完全中學。

## 校史
- 1929年4月17日：該校由日本佛教團體淨土真宗本願寺派創立，初名私立家政裁縫講習所，所址設於本市東門路彌陀寺內[1][2]。
- 1932年4月：改稱私立台南家政女學校，為三年制家事職校。
- 1939年10月：更改校名為私立台南和敬女學校。
- 1944年4月：校名改稱和敬商業實踐女學校，授商業課程。
- 1946年：更名為私立光華女子初級中學。
- 1955年7月：增設高中部，乃定私立光華女子高級中學。
- 1958年：成立財團法人。
- 1969年8月：增設高級商業科、家事科、高級女子補習學校。
- 1973年8月：增設光華托兒所。
- 1974年2月：增設幼兒保育科、室內布置科。
- 1978年7月～8月：增設服裝縫製科、幼稚園。
- 1979年7月：校名更名為台灣省台南市私立光華女子高級中學。
- 1982年：成立電子計算機中心。
- 1988年4月：增設資料處理科，原「綜合商業科」改為「商業經營科」，原「會計統計科」停招。
- 1995年5月：恢復國中部，並增設國中技藝教育之室內設計班及服裝設計班。
- 1998年：與逢甲大學合辦大學學分班。
- 2002年：開辦綜合高中。
- 2011年1月：增設多媒體設計科、「服裝科」更名為「流行服飾科」。
- 2011年12月：增設餐飲管理科。
- 2014年2月7日：校名更名為臺南光華學校財團法人臺南市光華高級中學，並全面男女兼收。
- 2017年6月7日：「資料處理科」已正式停招。

## 科系
- 綜合高中：國際雙語實驗班、學術自然、社會、觀光餐飲、商業設計、電子商務、室內設計(多媒體製作)、應用英語、銀髮族活動管理、時尚設計學程
- 高中部暨學術學程 國際雙語實驗班
- 商業經營科
- 幼兒保育科
- 流行服飾科
- 多媒體設計科
- 餐飲管理科
- 國中部

## 歷任校長
| 任次 | 姓名   | 上任時間  | 離任時間   |
| ---- | ------ | --------- | ---------- |
| 1    | 韓石泉 | 1946年1月 | 1947年8月  |
| 2    | 劉快治 | 1947年9月 | 1949年12月 |
| 3    | 林澄藻 | 1950年1月 | 1951年1月  |
| 4    | 李嘉嵩 | 1951年2月 | 1952年6月  |
| 5    | 商滿生 | 1952年7月 | 1959年6月  |
| 6    | 林新村 | 1959年7月 | 1969年6月  |
| 7    | 許興仁 | 1969年7月 | 1994年1月  |
| 8    | 葉瑞山 | 1994年2月 | 2001年4月  |
| 9    | 郭乃文 | 2001年5月 | 2008年7月  |
| 10   | 官茂良 | 2008年8月 | 2012年6月  |
| 11   | 張淑霞 | 2012年7月 | 2021年7月  |
| 12   | 張敬川 | 2021年8月 | （現任）   |

## 資料來源
1. ↑  . 臺南市光華高中. （原始内容存档于2018-10-01）.
2. ↑  . 臺南市光華高中. （原始内容存档于2018-10-01）.

## 外部連結
- 臺南市私立光華高級中學 （页面存档备份，存于）
- 臺南市私立光華高級中學的Plurk專頁